# Perspectiviteitscentrum
Het perspectiviteitscentrum van een tweedimensionale afbeelding is het punt waar de verbindingslijnen tussen de overeenkomende hoekpunten van twee veelhoeken die perspectief zijn samenkomen. Als de drie snijpunten van corresponderende zijden van twee driehoeken op één lijn liggen, gaan volgens de stelling van Desargues de drie verbindingslijnen van de corresponderende hoekpunten door één punt, het perspectiviteitscentrum.

## Overzicht van enkele perspectiviteitscentra
| driehoek 1                                       | driehoek 2                                                  | perspectiviteitscentrum        |
| ------------------------------------------------ | ----------------------------------------------------------- | ------------------------------ |
| ABC                                              | middelpunten aangeschreven cirkels                          | middelpunt ingeschreven cirkel |
| ABC                                              | voetpuntsdriehoek                                           | hoogtepunt                     |
| ABC                                              | middens zijden                                              | zwaartepunt                    |
| ABC                                              | spiegeldriehoek                                             | hoogtepunt                     |
| ABC                                              | driehoek van Kiepert {\displaystyle {\mathcal {K}}_{\phi }} | {\displaystyle K_{\phi }}      |
| ABC                                              | driehoek van Napoleon                                       | punt van Napoleon              |
| ABC                                              | driehoek van Morley                                         | tweede Morley punt             |
| Ceva-driehoek van punt van Schiffler             | middelpunten aangeschreven cirkels                          | middelpunt omgeschreven cirkel |
| spiegeldriehoek                                  | voetpuntsdriehoek middelpunt negenpuntscirkel               | zwaartepunt                    |
| ABC                                              | middelpunten cirkels van Malfatti                           | eerste punt van Ajima-Malfatti |
| middens van de zijden                            | middelpunten aangeschreven cirkels                          | middenspunt                    |
| ABC                                              | driehoek van Feuerbach                                      | driehoekscentrum X(12)         |
| Ceva-driehoek van middelpunt ingeschreven cirkel | driehoek van Feuerbach                                      | punt van Feuerbach             |